# Afroholopogon tanystylos
Afroholopogon tanystylos là một loài ruồi trong họ Asilidae. Afroholopogon tanystylos được Londt miêu tả năm 2005. Loài này phân bố ở vùng nhiệt đới châu Phi.